# CFRS-DT
CFRS-DT est une station de télévision québécoise de langue française située dans la ville de Saguenay dans l'arrondissement de Chicoutimi appartenant à Bell Média et faisant partie du réseau Noovo.

## Histoire
CFRS a été lancé le 7 septembre 1986 par Radio Saguenay en tant qu'affiliée au réseau TQS. Elle a été achetée par Cogeco en 1998. Elle est devenue une station propriétaire lorsque Cogeco a fait l'acquisition du réseau TQS et a été rachetée par Remstar en 2008. TQS est devenu V le 31 août 2009.

## Télévision numérique terrestre et haute définition
Un signal haute définition de CFRS a été distribué aux abonnés de Vidéotron en 2011, remplaçant celui de Montréal.
CFRS a éteint son antenne analogique peu après minuit le 1er septembre 2011 et est passé au numérique le même jour au canal 13 (virtuel 4.1).